# Malurus
Malurus és un gènere d'ocells de la família dels malúrids (Maluridae). Agrupa diferents espècies d'Australàsia.

## Taxonomia
Segons la Classificació del Congrés Ornitològic Internacional (versió 15.1, 2025) aquest gènere està format per 12 espècies:
- Malurus cyanocephalus - malur emperador.
- Malurus amabilis - malur amable.
- Malurus assimilis - malur de dors violaci.
- Malurus lamberti - malur de Lambert.
- Malurus pulcherrimus - malur pitblau.
- Malurus elegans - malur elegant.
- Malurus cyaneus - malur superb.
- Malurus splendens - malur esplèndid.
- Malurus coronatus - malur coronat.
- Malurus alboscapulatus - malur d'espatlles blanques.
- Malurus melanocephalus - malur dorsi-rogenc.
- Malurus leucopterus - malur alablanc.

### Antigues espècies
Algunes autoritats, actualment o fa un temps, reconeixen diverses espècies addicionals com a pertanyents al gènere Malurus, com ara:
- Malur de Wallace (Sipodotus wallacii) com Malurus wallacei i Malurus wallacii.[3]
- Malur becample (Chenorhamphus grayi) com Malurus grayi.[4]
- Malur de Campbell (Chenorhamphus campbelli) com Malurus campbelli.[5]